# Aldeia de Joanes
Aldeia de Joanes is een plaats (freguesia) in de Portugese gemeente Fundão en telt 971 inwoners (2001).